# L'ereditiera (opera teatrale)
L'ereditiera (The Heiress) è un'opera teatrale dei drammaturghi statunitensi Ruth e Augustus Goetz, tratta dal romanzo di Henry James Piazza Washington e debuttata a Broadway nel 1947. I coniugi Goetz hanno successivamente riadattato il loro dramma nella sceneggiatura dell'omonimo film del 1949 con Olivia de Havilland e Montgomery Clift.

## Trama
Nella New York degli anni 1850, Catherine è una donna nubile che vive con il padre, il celebre dottor Austin Sloper, in una bella casa in Piazza Washington di New York. Catherine è timida, semplice e non molto bella, una situazione esacerbata dal padre, che la tratta con freddezza perché la ritiene responsabile della morte dell'amatissima moglie, morta nel darla alla luce. Un giorno, il bellissimo e carismatico Morris Townsend comincia a corteggiarla e Catherine, che non si sarebbe mai immaginata di trovarsi in questa posizione, si innamora di lui. I sogni della giovane sono incoraggiati dalla garrula zia Lavinia, grande amante di romanzi rosa che vede nel corteggiamento della nipote la realizzazione delle sue fantasie romantiche. Ma il padre pensa che tutto quello a cui Morris è interessato sia la ricca dote di Catherine e Austin decide di portare la figlia in Europa per sei mesi per distrarla dal pensiero dell'affascinante spasimante.
Al loro ritorno, il dottor Slope si accorge che per la figlia non è cambiato nulla e minaccia di disereditarla se sposa Morris. Catherine allora propone a Morris di fuggire insieme, dato che non può sopportare di stare sotto lo stesso tetto del padre neanche per un'altra notte. Ma Catherine commette l'errore di riferire a Morris la minaccia del padre e l'uomo, dopo esseri congedato da lei per prendere le sue cose prima della grande fuga, non fa più ritorno. Catherine è distrutta e si chiude in se stessa, rifiutando le offerte di riconciliazione da parte del padre morente. Due anni dopo, Morris torna a bussare alla porta di Catherine, ora una ricchissima ereditiera che può gestire personalmente le enormi somme lasciatele dalla madre e dal padre. Morris si scusa profusamente per non essere tornato da lei quella notte di alcuni anni prima e ribadisce il suo amore per lei. Catherine, apparentemente entusiasta, ordina alla sua vecchia fiamma di andare a prendere le sue cose per la loro grande fuga d'amore, ma quando Morris ritorna poco dopo l'ereditiera ha fatto sbarrare le porte e spegnere le luci, prima di ritirarsi al piano di sopra.

## Storia delle rappresentazioni
The Heiress ha fatto il suo debutto il 29 settembre 1947 al Biltmore Theatre di Broadway, dove è rimasto in cartellone per 410 rappresentazioni prima di chiudere il 18 settembre 1948. Jed Harris curava la regia e il cast era composto da Wendy Hiller (Catherine), Peter Cookson (Morris), Patricia Collinge (zia Lavinia) e Basil Rathbone (Dr Sloper); allo scadere del suo contratto la Hiller fu sostituita da Beatrice Straight. Oltre al grande successo di pubblico, la pièce vinse due Tony Award: al miglior attore a Rathbone e ai migliori costumi per il lavoro di Mary Percy Schenck. Nel 1949 il dramma fece il suo debutto londinese all'Haymarket Theatre, diretta da John Gielgud e con Peggy Ashcroft nel ruolo di Catherine e Ralph Richardson in quello del dottor Austin Slope. La prima italiana ebbe luogo l'anno successivo, il 16 settembre 1950 al Teatro Eliseo di Roma, Renzo Ricci ne curava la regia ed interpretava il dottor Sloper, mentre Eva Magni ricopriva il ruolo di Catherine, Achille Millo vestiva i panni di Morris e Mercedes Brignone quelli di Lavinia.
L'ereditiera fu brevemente riproposto a Broadway nel 1950 per sedici rappresentazioni al City Center per la regia di George Schaefer. Basil Rathbone tornò a interpretare il dottor Slope, questa volta accanto alla Lavinia di Edna Best, il Morris di John Dall e la Catherine di Margaret Phillips. Un nuovo allestimento newyorchese del dramma fu messo in scena al Broadhurst Theatre per 28 rappresentazioni nel 1976, con la regia di George Keathley e un cast che annoverava Jane Alexander (Catherine), Richard Kiley (dr Sloper), Jan Miner (Lavinia) e David Selby (Morris).
Nel 1995 L'ereditiera tornò in scena a Broadway, al Cort Theatre per 373 repliche. Gerald Gutierrez curava la regia e dirigeva un cast che comprendeva Cherry Jones (Catherine), Philip Bosco (dr Sloper), Frances Sternhagen (Lavinia) e Jon Tenney (Morris). Il revival fu un grande successo di critica e pubblico, ricevette sette candidatura ai prestigiosi Tony Award vincendone tre: miglior revival di un'opera teatrale, miglior regia (Gutierrez) e miglior attrice protagonista (Jones). Nel 1999 la pièce fu riproposta sulla scene londinesi, allestita al National Theatre con la regia di Philip Franks, Eve Best nella parte di Catherine e Alan Howard nel ruolo del dottor Sloper; la produzione fu portata in scena anche al Theatre Royal di Bath e al Theatre Lyric di Sheffield. Nel 2012 un quarto revival della pièce andò in scena a Broadway, per una stagione limitata al Walter Kerr Theatre di Broadway dal 1 novembre al 9 febbraio 2013, per un totale di ventisette anteprime e centodiciassette repliche regolari. Moisés Kaufman curava la regia e il cast era composto da Jessica Chastain (Catherine), Dan Stevens (Morris), Judith Ivey (Lavinia) e David Strathairn (dottor Sloper); per la sua interpretazione, la Ivey ricevette una nomination al Tony Award alla miglior attrice non protagonista in un'opera teatrale.

## Adattamento cinematografico
Nel 1949 William Wyler diresse l'omonimo adattamento cinematografico del dramma, con i Goetz che riadattarono il testo della pièce nella sceneggiatura del film. Olivia de Havilland interpretava Catherine, un ruolo che le valse il secondo Oscar alla miglior attrice, mentre Montgomery Clift ricopriva il ruolo del cacciatore di dote Morris. Ralph Richardson, dal cast originale londinese, interpretò il dottor Sloper - con grande rammarico di Basil Rathbone, il primo interprete del ruolo a Broadway - mentre Betty Linley tornò ad interpretare Mrs Townsend, un ruolo che aveva già ricoperto per la prima a Broadway.